# All Day Long
All Day Long è un album a nome di Kenny Burrell e Donald Byrd, pubblicato dalla Prestige Records nel 1979. Il disco fu registrato il 4 gennaio 1957 al Van Gelder Studio di Hackensack, New Jersey (Stati Uniti).

## Tracce
Lato A
1. All Day Long – 16:18 (Kenny Burrell)

Lato B
1. Slim Jim – 7:28 (Donald Byrd)
2. Say Listen – 6:41 (Donald Byrd)
3. A. T. – 6:40 (Frank Foster)

Edizione CD del 2006, pubblicato dalla Original Jazz Classics Records
1. All Day Long – 18:18 (Kenny Burrell)
2. Slim Jim – 7:28 (Donald Byrd)
3. Say Listen – 6:41 (Donald Byrd)
4. A. T. – 6:40 (Frank Foster)
5. C.P.W. – 5:54 (Frank Foster) – Bonus Track

## Musicisti
- Kenny Burrell - chitarra
- Donald Byrd - tromba
- Frank Foster - sassofono tenore, flauto
- Tommy Flanagan - pianoforte
- Doug Watkins - contrabbasso
- Art Taylor - batteria[2]